# Albert Sterz
Albert Sterz (en allemand : Albrecht Sterz ; en italien : Alberto Sterz), mort en 1366 à Pérouse, est un militaire et condottiere allemand qui fut actif en France et en Italie au XIVe siècle.

## Biographie
Marquis allemand, Albert Sterz s'est rendu en France afin de participer à la Guerre de Cent Ans en soutien de l'Angleterre. 
À la fin du conflit, avec la paix de Brétigny, Sterz fonda avec l'anglais John Hawkwood la Compagnia Bianca, composée de mercenaires anglais, gascons et allemands. 
En 1361, avec sa soldatesque, Sterz attaqua et dévasta la Provence, jusqu'à Avignon où il s'arrêta en compensation de 100 000 florins que le pape Innocent VI lui donna afin qu'il s'éloigne de la région.
En 1362 il passa à la solde du marquis de Monferrat, avec ses 2 000 hommes.
Lors de sa marche vers le Piémont, il dévasta de nouveau la Provence entre Marseille et Nice. 
Arrivé au Piémont, il s'affronta aux milices de Luchino dal Verme qui l'ont obligé à se retirer.
Au mois de novembre 1362, il s'allia aux Génois guidés par Luchino Novello Visconti contre le comte Amédée VI de Savoie. 
Il assiégea certaines localités de la région de Novare faisant prisonniers le compte Amédée, Eduardo de Savoie-Acaia et d'autres connétables qui seront libérés en échange d'une rançon de 180 000 florins.
En avril 1363, lors de la Bataille de Canturino  il affronta la Grande Compagnia commandée par  Conte Lando alliée des Visconti. 
La bataille se déroula  Novare et la Compagnia Bianca de Sterz anéantit la Grande Compagnia dont le chef périt au cours du combat. 
Au mois de juillet 1363, avec ses 4 000 hommes, il passa au service de Pise contre Florence. Le conflit dura environ trois mois et le saccage de la campagne et des bourgs florentins tourna en faveur des Pisans.
En 1364, il quitta les Pisans, fit dissoudre la Compagnia Bianca et avec Anichino di Bongardo et Ugo della Zucca, créa une nouvelle compagnie, la Compagnia della Stella. 
Au mois de juillet, à la solde de Florence contre Sienne, il en dévasta les territoires, puis attaqua  Pérouse. 
En 1365, Sterz et sa compagnie entrèrent au service des États pontificaux et le royaume de Naples contre Pérouse. 
Il affronta de nouveau les Pérugins conduits par Anichino di Bongardo, le conflit dura plus de cinq mois et se déroula entre l'Ombrie, la Toscane et les territoires pontificaux du Latium ; il se termina par une cinglante défaite.
Albert Sterz et de nombreux mercenaires furent capturés et emprisonnés à Pérouse. La paix finalement conclue, ils furent libérés.
Albert Sterz et ses troupes se retirèrent, saccageant  la Toscane et furent de nouveau défaits par les troupes pontificales.
Au cours du mois d'août 1365, Sterz passa avec sa compagnie au service de Sienne afin de faire face aux attaques de la Compagnia Bianca de Giovanni Acuto, alliée de la Compagnia di San Giorgio mais la supériorité numérique de l'adversaire contraignit la compagnie d'Albert Sterz à se retirer.
Au cours du mois de novembre 1366, la compagnie est à la solde de Pérouse contre l'état pontifical. Les Pérugins, méfiants envers Albert Sterz, l'accusèrent de les trahir en faveur du cardinal et condottiere Egidio Albornoz, et ils l'arrêtèrent et le décapitèrent.

## Sources
- Voir bibliographie et lien externe.